# 拜堂
拜堂是漢字文化圈傳統婚禮中的一項重要儀式，也是正婚禮中最重要的儀式。經過拜堂儀式後，新郎和新娘即確立夫妻身份，然後正式以夫妻身份行對席禮。

## 歷史
拜堂之俗至少始自唐代，自皇室至士庶，普遍行之。宋以后，风行全国，所拜为天地、祖宗、公婆，并夫妻对拜，表示从此女子成为男方家族的一员，因而成为婚礼过程中最要的大礼。而拜堂的时间要由星相士选定良辰进行。拜堂原不属于古代「三书六礼」之中的礼仪。自宋以降，拜堂范围扩大，除天地祖先及夫妻对拜外，更须拜高堂。拜堂时，由赞礼唱喜词引导，新娘新郎并肩而立在香案前(新人可让两位全福人搀扶)，拜天地、拜祖先、拜父母，然后夫妻对拜。拜天地代表对天地神明的敬奉；而拜高堂是对孝道的体现；夫妻拜代表夫妻相敬如宾。因自周以降，中华文化里以东为首，所以拜堂时新郎跪于东，新娘跪于西。

## 狀況
拜堂之俗亦傳至日本、朝鮮、越南、琉球，但拜堂時拜天地、拜高堂之俗卻是中國獨有。其他地區只有夫妻對拜，或稱夫妻交拜。大部分地区新人拜堂就位时，赞礼须同时吟吉语，例如：“香烟缥缈，灯烛辉煌，新郎新娘，齐登华堂。”

### 中式婚禮
自元代之降，拜天地在拜堂中最为重要，所以中国各地尽管婚俗不同，但拜堂时都是最先拜天地。传统中式婚礼中的拜堂包括下列婚俗仪式：
拜天地在拜堂中最为重要，所以中国各地尽管婚俗不同，但拜堂时都是最先拜天地。拜天地时新人须三跪九磕(即每次下跪时磕仨头)。根据中国民间宗教信仰之不同，拜天地的婚俗仪式也繁简不一。最简单的无需神明塑像、画像，只需新人面向香案行一次三跪九磕之礼拜天和地。有神明塑像、画像时，赞礼须喊出每位神祇的名字，而新人则须随着向每位神明分别行三跪九磕之礼；而所有神明塑像、画像均须摆放在先祖牌位之上、之后。一般来说，神像均须位于神龛最后紧靠墙壁和神龛最高处。祭拜多位神明时，级别越高的神明之神像供奉在神龛的位置越高。虔诚信奉佛教、道教的家庭，特别是在家修行的居士之家庭都会供奉其宗教神明的塑像，而且也多会张贴相应的咒符、裱文、或神祃(木板印制的各种宗教神像)。信佛之家多供奉如来、弥勒、观音、地藏 、四面佛等。
信奉道教之家庭所供奉的神明较为繁多，除一般的城隍、土地、妈祖、财神 、关公及钟馗之外，很多地区也同时有拜家神之婚俗礼仪。中国民间信仰认为家神的法力只限于所辖之每家，因而其法力低于级别和城隍、土地、妈祖、财神 、关公 、钟馗相等的神明，但这些级别高的神明也可在不同地区被奉为家神，所以拜天地时，须先拜级别高的神明，然后再拜家神。很多地区民俗更认为婚礼时也须祭拜，肇因灶神管灶，负责一家人吃饭；井神管水，负责一家人喝水用水；檐头神(地主神)管房屋，负责一家人的栖身之处；门神则把妖魔鬼怪挡在宅外，保护家人；兼任家神的土地在农耕社会中掌管农业生产，负责收成；粪便是古代最重要的农业肥料，厕神所管之厕所是粪肥的主要来源地，而拜厕神的寓意是天人合一：虽然古代农耕社会靠天吃饭，拜土地以祈望土地能让风调雨顺，但人们自己同时也须努力耕作，如勤施肥，家中才能五谷丰登。仓神掌管粮仓/仓库；兼任家神的财神掌管财富；人们须辛勤劳动方能仓廪足、财源滚进，因此拜土地和厕神须于拜仓神和财神之前。兼任家神的白虎代表仁义礼智信中的信，负责一家人的德行；但白虎不同于其他安分守己的众家神，会到处乱闯；在白虎不在本位时，不但不能尽其原职责保佑家人，反而会为害家人；所以除了祭拜之外，婚礼上还须采取其他手段如响帐之类，在白虎乱窜时予以驱离，使其归回本位。而仓廪足，才能知荣辱，因此拜白虎多于拜仓神和财神之后。婚礼于新郎家中举行时，拜天地时才会拜龙神。若定帐时因新人的生辰八字和房屋建筑的八卦方位不相配，或因家中住着鳏夫、寡妇而必须选别人家的房屋举行婚礼、作洞房，或於婚禮場地举行婚礼时，则堂时不拜龙神。同样，选择酒店也不拜龙神。
此外，若家中经营副业，新人则还须祭拜其行业神。拜神时先拜级别高的神祇，例如关公，再拜级别低的神祇，例如家神，最后再拜行业神。在行拦门礼时有祭门之婚俗礼仪的地区因祭门时已拜过门神，所以拜天地时不拜门神。在婚宴前行参厨礼时有祭灶之婚俗礼仪的地区因稍后祭灶时将祭拜灶神，所以拜天地时不拜灶神。拜天地时若已先拜了同时兼任家神的级别高的神祇，拜家神时则不可再拜。同样，拜天地时若已先拜了同时兼任行业神的级别高的神祇，拜家神时则也不可再拜。除了希望得到神明的佑护，拜天地也乃中国民间表达对生命的感恩，也是祈求夫妻携手天地长久，对幸福生活的祈望。大部分地区拜天地时，赞礼会同时吟吉语，例如：“一从盘古判阴阳，天理昭彰立四方。人间虚空喜见察，对天拜礼贺媳郎。”
若新郎不親迎，或不在婚後行廟見禮，拜天地後新人會拜先祖，包括拜歷代祖先以及其在世配偶。
新人拜天地后，公婆须在香案前落座，好让新人拜公婆，称拜高堂 。自周以降，因中华文化里以东为首，公婆落座时公公位于东，婆婆位于西。拜公婆时若公婆较年轻，例如四十左右，在中国部分地区是忌讳受拜的，当地民俗认为公婆恐受不起而折福。化解这个禁忌的办法为让新人朝神龛叩拜。拜公婆时新人须三跪三磕(即每次下跪时磕一个头)。拜公婆于很多地区多“堂”原同“殿”，平民百姓的住房有堂屋，就是正房。但从唐代之后，殿专门指帝王的居所，和堂就区别开了。 “高堂”里的 “高”字有两种解释，一为是要在高大的厅堂里拜见父母；一为“高”字表示一种尊敬之意。 “堂”字也有两种解释，一为母亲的代称，因为它是对母亲的敬称“萱堂”之简称。“萱堂” 源自《诗经·卫风》中的一句诗，大意为要在北堂种上萱草，也即忘忧草。也就是说，古人认为在北堂种萱草，可以忘忧，而北堂 一般为母亲所住的屋子。“堂”字的另一解释是指内堂，乃父母之居所。因此“高堂”乃以处所显示父母之尊的地方，久而久之，就引申为父母的代称了。大部分地区拜公婆时，赞礼会同时吟吉语，例如：“香火喜庆满厅堂，花烛成双照洞房。两位新人参拜后，秋并福禄寿绵长。”
夫妻对拜禮是成為夫婦的儀式，因嫡庶不同会有叩拜礼仪，若娶的是正室，新人对拜时须两跪两磕，若娶的是妾，新人对拜时只能一跪一磕。此外，旧时夫妻互拜时还须女先跪后起；男后跪先起，此俗源于北齐皇帝的婚姻大典，皇帝后跪拜先起，皇后先跪拜后起。但亦有例外，例如唐代就曾經有「男拜女不拜」的交拜形式。大部分地区行夫妻对拜时，赞礼会同时吟吉语，例如：“寿花娇艳吐祥光，寿酒香浓满厅堂。寿遇喜期吉星照，寿增夫妇永成双。”
民間在完成交拜禮後會烧纸钱送神，具体做法为：夫妻对拜结束后，新人须把张贴的神祃和裱文取下，和敬神的纸钱一并转递给家长，由家长拿到院里放入火盆(又称钱粮盆)内焚化，叩头送神。随着火焰、纸灰升腾，此时鞭炮齐鸣，鼓乐喧天，表示此婚姻已经得到了上天/神明的认可。由于各地婚俗礼仪不同，也有让新人在双方家长的见证下亲自烧纸钱送神的。同时，烧纸钱还有打发游魂野鬼，以免其捣乱之意，所以婚礼上烧纸钱也有辟邪之意。

## 特殊協助人員——挽客
新人拜堂时由于磕头次数繁多，因此多需旁人帮忙搀扶完成叩拜礼。除迎亲婆、送亲婆、或男儐相、女傧相之外，很多地区也有另外派专人担任这项任务之习俗，此乃挽客。